# Leptohyphes castaneus
Leptohyphes castaneus är en dagsländeart som beskrevs av Allen 1967. Leptohyphes castaneus ingår i släktet Leptohyphes och familjen Leptohyphidae. Inga underarter finns listade i Catalogue of Life.